# Gliese 357
Gliese 357 är en ensam stjärna belägen i den mellersta delen av stjärnbilden Vattenormen. Den har en skenbar magnitud av ca 10,91 och kräver ett teleskop för att kunna observeras. Baserat på parallax enligt Gaia Data Release 3 på ca 105,98 mas beräknas den befinna sig på ett avstånd av ca 30,8 ljusår (ca 9,4 parsec) från solen. Den rör sig närmare solen med en heliocentrisk radialhastighet av ca -35 km/s.

## Egenskaper
Gliese 357 är en röd stjärna i huvudserien av spektralklass M2.5 V, med en ovanligt låg stjärnfläcksaktivitet. Den har en massa av ca 0,36 solmassa, en radie av ca 0,33 solradie och utsänder energi från dess fotosfär motsvarande ca 0,014 gånger solen vid en effektiv temperatur av ca 3 500 K.

## Planetsystem
Stjärnan har tre bekräftade exoplaneter i omlopp. En av dessa, Gliese 357 d, anses vara en "superjord" inom beboeliga zonen kring stjärnan.
Planeterna b och c är nära 3:7 medelrörelseresonans. Förutsatt att resonanskedjan sträcker sig till den yttersta, kalla, superjordplaneten Gliese 357 d och resonanserna är enkla, kan GJ 357 ha en mer lämplig planet för liv med en omloppsperiod på ca 27,5 dygn och nästan jordens flöde. Dessutom kan den vara värd för en planet i storleken Mars i periodförhållandet 2:1 med GJ 357 c och förhållandet 2:3 med en hypotetisk HZ-stenplanet. 
| Planet | Massa           | Halv storaxel (AE) | Siderisk omloppstid (d) | Excentricitet      | Inklination       | Radie            |
| ------ | --------------- | ------------------ | ----------------------- | ------------------ | ----------------- | ---------------- |
| b      | 1,84 ± 0,31 M🜨  | 0,035 ± 0,002      | 3,93072 ± 0,00006       | 0,047 +0,059−0,047 | 89,12 +0,37−0,31° | 1,217 ± 0,083 R🜨 |
| c      | ≥3,40 ± 0,46 M🜨 | 0,061 ± 0,004      | 9,1247 +0,0011−0,0010   | 0,072 ± 0,053      | -                 | -                |
| d      | ≥6,1 ± 1,0 M🜨   | 0,204 ± 0,015      | 55,661 ± 0,055          | 0,033 +0,057−0,033 | -                 | -                |